# Villa Hevea

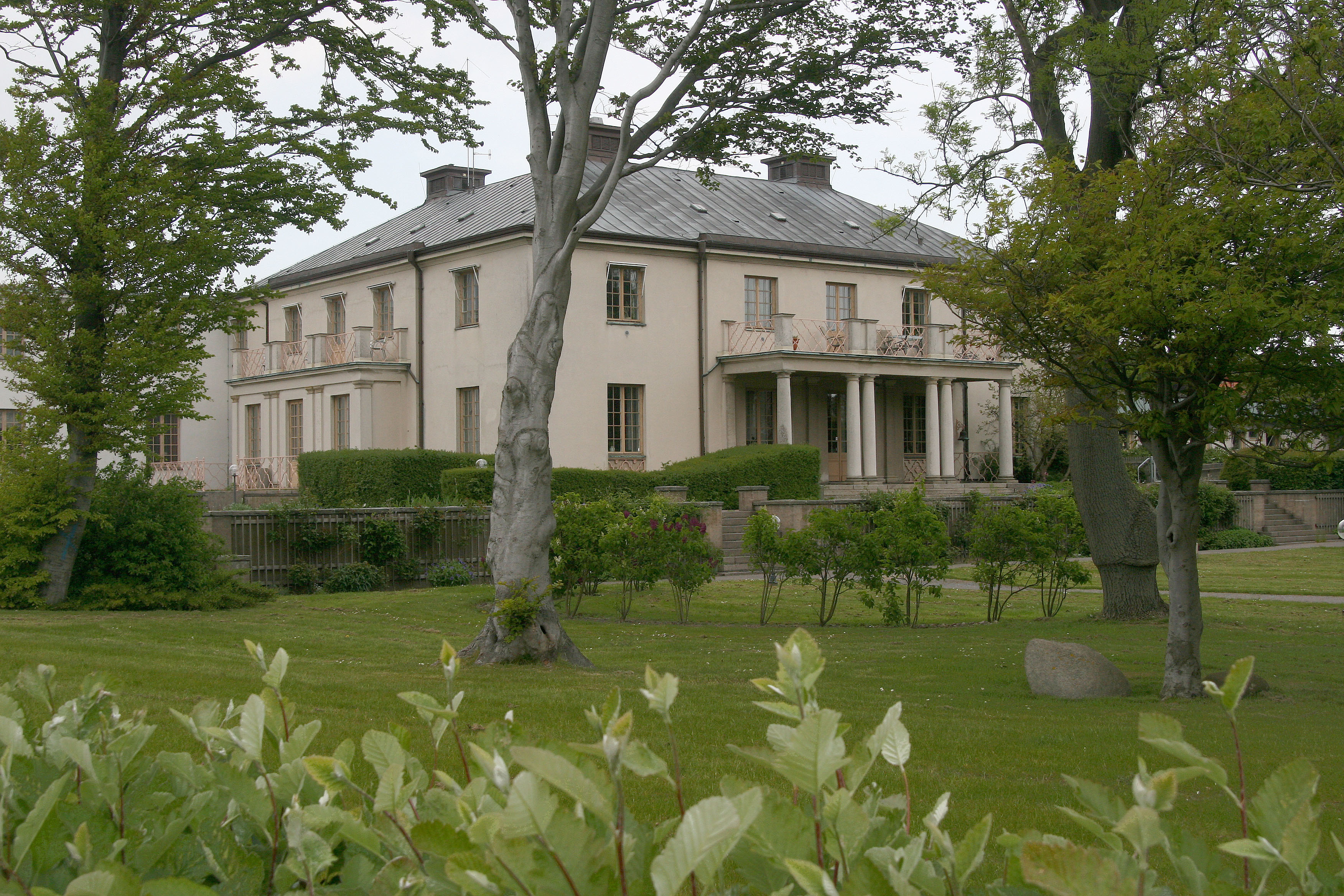
Villa Hevea, Helsingborg (1922).

Villa Hevea, även kallad Dunkerska villan, är en större patriciervilla på Tegnérgatan 2 i stadsdelen Tågaborg i Helsingborg. Den uppfördes av disponenten på Helsingborgs Gummifabrik AB (senare Tretorn), Henry Dunker, och har med sin placering på landborgens kant utsikt över Öresund. Arkitekt var Gustav W. Widmark. Villan donerades till Helsingborgs stad och har sedan 1970 fungerat som sjukhem i vårdhemmet Dunkerska huset. Sitt namn har den fått av gummiträdet Hevea Brasiliensis. I Helsingborgs stads bevarandeprogram för Västra Tågaborg från 1995 klassificeras byggnaden som "särskilt värdefull bebyggelse" enligt äldre plan- och bygglagen (3:12§).

## Arkitektur
Själva villan är inspirerad av äldre herrgårdsideal och är uppförd i två våningar i stram 20-talsklassicism med en kvadratisk grundplan. Dess utformning är enkel, utan några utmärkande ornament, men den är istället utförd i mycket exklusiva material. Fasaden består av olika ytor med puts av skiftande finhetsgrad, medan vissa andra detaljer är utförda i Bremersandsten. Taket är flackt helvalmat och klätt av kopparplåt. Varje hörn kröns av en kopparklädd skorsten. Alla fasadernas mittpartier markeras av en svagt utskjutande risalit. Framför sydfasaden, som vetter ut mot trädgården, har i bottenvåningen en balkongkrönt kolonnad av med toskanska kolonner, varav de mittersta är parvis kopplade. Fasaden som vetter mot Öresund i väster har en motsvarande del bestående av en från villan utkragande del i bottenvåningen, även denna krönt av en balkong, och prydd av pilastrar i liknande utförande som kolonnaden i söder. Villans fönster består av ljusbruna mittpostfönster med tät spröjsning. Fönstren i bottenplan är något högre än de på övervåningen och har dessutom en ornamentprydd bröstning ner till sockeln. Från villans nordöstra hörn leder en mur, som en förlängning på fasaden till en garagebyggnad i ett plan med ett kopparklätt pyramidtak. I villans nordvästra hörn har en tillbyggnad i två plan med plantak lagts till byggnaden. När villan omvandlades till sjukhem byggdes en större tillbyggnad i ett plan öster om villan, med anknytning vid garagemuren.
Villan består av 22 rum där de representativa rummen är mycket exklusivt utformade med snickerier av valnöt och ornamentrika stucktak. Från entrén i norr når man in till en central trapphall, täckt av stengolv, med mörka boaseringar och en öppen spis. Trappan är utförd i ekträ och svänger mjukt upp mot övervåningen. Från trapphallen når man matsalen i söder och biblioteket i väster, båda med utgångar mot trädgården. Matsalen pryds av en stor stuckatur med formen av en fruktgirland, medan biblioteket domineras av en stor öppen spis. Båda rummen täcks av valnötsboaseringar. Norr om biblioteket finner man herrummet, med väggarna helt klädda av träpanel och i sydvästra hörnet ligger en mindre salong. Längs östra fasaden ligger personaldelen, med kök och serveringsrum. Köket är klätt i blåvitt handmålat Delftporslin. Ovanvåningen hyste paret Dunkers sovrum, med balkong ut mot trädgården, samt ett antal gästrum. I anknytning till sovrummet finns parets stora badrum, klätt helt i ådrad marmor, där makarna hade var sitt badkar. Längs västra sidan av byggnaden, med utsikt mot sundet, ligger Henrys arbetsrum, samt Gerdas privata rum. Byggnaden har en egen hiss som leder till alla fyra plan, inklusive källare och vind.
Till villan hör en större trädgård, ursprungligen anlagd av stadsträdgårdsmästare Oskar Landsberg. Trädgården har karaktären av en barockliknande park med stora, öppna gräsytor brutna av strikta gångar och innehåller bland annat en tunnelformad päronspaljé, en pergola och näckrosdamm. Närmare villan blir trädgården mer stenlagd och intim och hyser ett antal blomsterplanteringar.

## Historik
Redan 1909 hade Henry och Gerda Dunker uppfört en mindre villa vid Randersgatan, men denna blev snart för liten och en ny villa vid samma läge började utredas. Förstudier gjordes av bland andra arkitekterna Ola Anderson och Isak Gustaf Clason, som 1917–19 presenterade ett antal olika förslag till nybyggnad. Uppdraget föll slutligen på Gustav W. Widmark, som 1922 hade ritningarna för den nya villan klara. Henry Dunker hade ursprungligen planerat en ännu större villa, vilket kan beskådas i en modell som numera kan ses i villans entré, men den slutliga produkten blev alltså något mindre. När den nya villan stod klar fick den äldre byggnaden funktion av trädgårdsmästarevilla.
Gerda Dunker avled 1936, varefter Henry bebodde villan ensam, dock omgärdad av hushållets personal. Han avled den 3 maj 1962, vid 92 års ålder. I hans testamente stipulerades att Helsingborgs stad skulle ta över Villa Hevea, med villkoret att den skulle användas som sjukhem. I enlighet med Dunkers önskan byggdes villan 1970 om till sjukhem, då tillbyggnaden i ett plan tillkom i öst. För att uppföra denna behövde man riva flera ekonomibyggnader, vilket också omfattade trädgårdsmästarevillan. Trädgården restaurerades för att likna sitt ursprungliga utseende av trädgårdsarkitekten Roland Swärd 1972.